# 布蘭德斯泰特科格爾山

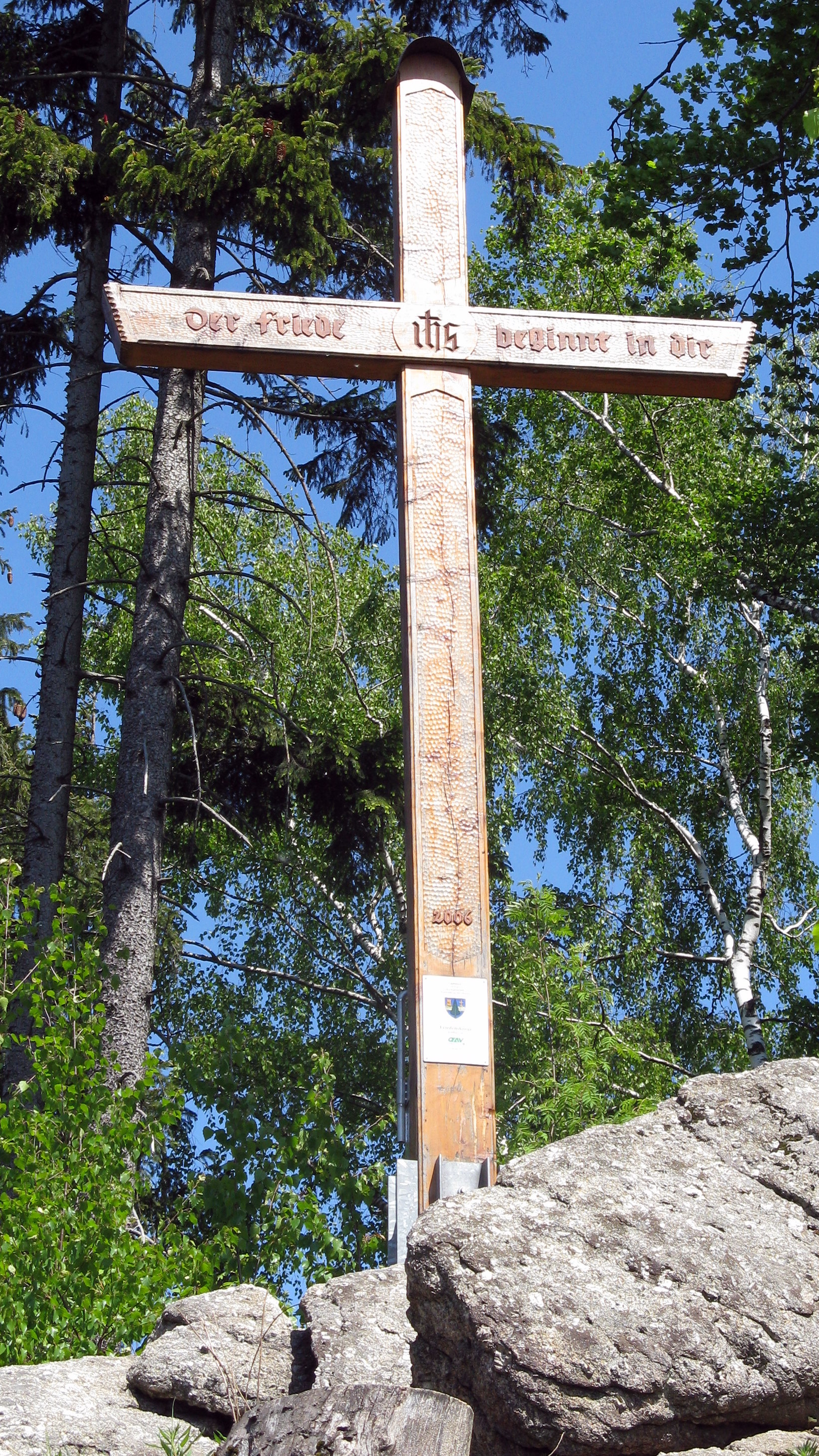

48°13′7″N 14°52′44″E / 48.21861°N 14.87889°E
布蘭德斯泰特科格爾山（德語：Brandstetterkogel）是奧地利的山峰，位於該國東北部，由下奧地利州負責管轄，屬於波希米亞山的一部分，海拔高度569米。